# Bonifacio da Canossa
Bonifacio da Canossa (... – 30 luglio 1272) è stato un politico italiano.

## Biografia
Figlio probabilmente di Rolandino da Canossa e fratello di Guglielmo, risulta nato prima del 14 agosto 1228. Ricoprì la carica di podestà in varie città italiane: nel 1251 è podestà di Mantova, nel 1255 di Reggio Emilia e nel 1263 di Orvieto. Nel 1265 è tra i saggi chiamati a comporre la prima raccolta statutaria di Reggio Emilia. Nel 1267 diviene podestà di Padova e nel 1269 di Genova. Pare morto il 30 luglio 1272. La sua biografia è confusa però con quella di un altro Bonifacio, figlio di Giovanni da Canossa e fratello di un altro Guglielmo.